# Büttös
Büttös est un village et une commune du comitat de Borsod-Abaúj-Zemplén en Hongrie.

## Géographie
Le territoire de la commune comporte une enclave, située entre les communes de Kány et Szemere en Hongrie et les communes de Buzica et Rešica en Slovaquie.